# Diskografie Carly Rae Jepsenové
Toto je seznam vydané diskografie kanadské zpěvačky Carly Rae Jepsenové.

## Alba

### Studiová alba
| Název                                                                                   | Detaily o albu                                                          | Umístění v hitparádách | Umístění v hitparádách | Umístění v hitparádách | Umístění v hitparádách | Umístění v hitparádách | Umístění v hitparádách | Umístění v hitparádách | Umístění v hitparádách | Umístění v hitparádách | Umístění v hitparádách | Prodeje                      | Certifikace                                                                |
| Název                                                                                   | Detaily o albu                                                          | CAN                    | AUS                    | BEL (FL)               | GER                    | JPN                    | NZ                     | SPA                    | SWI                    | UK                     | US                     | Prodeje                      | Certifikace                                                                |
| --------------------------------------------------------------------------------------- | ----------------------------------------------------------------------- | ---------------------- | ---------------------- | ---------------------- | ---------------------- | ---------------------- | ---------------------- | ---------------------- | ---------------------- | ---------------------- | ---------------------- | ---------------------------- | -------------------------------------------------------------------------- |
| Tug of War                                                                              | - Vydáno: 30. září 2008 - Vydavatelství: Fontana, MapleMusic            | —                      | —                      | —                      | —                      | —                      | —                      | —                      | —                      | —                      | —                      | - CAN: 10,000                |                                                                            |
| Kiss                                                                                    | - Vydáno: 18. září 2012 - Vydavatelství: 604, Schoolboy, Interscope     | 5                      | 8                      | 15                     | 22                     | 4                      | 6                      | 20                     | 18                     | 9                      | 6                      | - JPN: 242,000 - US: 300,000 | - MC: Gold - ARIA: Gold - BPI: Silver - RIAJ: Platinum - RMNZ: 2× Platinum |
| Emotion                                                                                 | - Vydáno: 24. června 2015 - Vydavatelství: 604, Schoolboy, Interscope   | 8                      | 37                     | 59                     | 73                     | 8                      | 35                     | 45                     | 93                     | 21                     | 16                     | - US: 36,000                 | - RIAJ: Gold                                                               |
| Dedicated                                                                               | - Vydáno: 17. května 2019 - Vydavatelství: 604, Schoolboy, Interscope   | 16                     | 33                     | —                      | —                      | 32                     | 40                     | —                      | 71                     | 26                     | 18                     | - US: 13,000                 |                                                                            |
| Dedicated Side B                                                                        | - Vydáno: 21. května 2020 - Vydavatelství: 604, Schoolboy, Interscope   | 58                     | —                      | —                      | —                      | 60                     | —                      | —                      | —                      | 42                     | —                      |                              |                                                                            |
| The Loneliest Time                                                                      | - Vydáno: 21. října 2022 - Vydavatelství: 604, Schoolboy, Interscope    | 18                     | 62                     | 180                    | —                      | 52                     | 37                     | 94                     | —                      | 16                     | 19                     |                              |                                                                            |
| The Loveliest Time                                                                      | - Vydáno: 28. července 2023 - Vydavatelství: 604, Schoolboy, Interscope | —                      | —                      | —                      | —                      | —                      | —                      | —                      | —                      | —                      | —                      |                              |                                                                            |
| "—" značí, že se nahrávka neumístila v hitparádách nebo v tomto území ani nebyla vydána |                                                                         |                        |                        |                        |                        |                        |                        |                        |                        |                        |                        |                              |                                                                            |

### Remixová alba
| Název             | Detaily o albu                                                   | Umístění v hitparádě |
| Název             | Detaily o albu                                                   | JPN                  |
| ----------------- | ---------------------------------------------------------------- | -------------------- |
| Kiss: The Remix   | - Vydáno: 12. června 2013 - Vydavatelství: Schoolboy, Interscope | 157                  |
| Emotion Remixed + | - Vydáno: 18. března 2016 - Vydavatelství: Schoolboy, Interscope | —                    |

## Extended play
| Dear You                                                                                | - Vydáno: 2004 - Vydavatelství: nezávislé                            | —  | —  | —  | — | —   | —  |             |
| Curiosity                                                                               | - Vydáno: 14. února 2012 - Vydavatelství: 604                        | 6  | —  | —  | — | —   | —  |             |
| Emotion: Side B                                                                         | - Vydáno: 26. srpna 2016 - Vydavatelství: 604, Schoolboy, Interscope | 55 | 74 | 37 | 8 | 182 | 62 | - US: 7,000 |
| Spotify Singles                                                                         | - Vydáno: 2. října 2019 - Vydavatelství: 604, Schoolboy, Interscope  | —  | —  | —  | — | —   | —  |             |
| "—" značí, že se nahrávka neumístila v hitparádách nebo v tomto území ani nebyla vydána |                                                                      |    |    |    |   |     |    |             |

## Singly

### Jako hlavní umělkyně
| Název                                                                                   | Rok  | Umístění v hitparádách | Umístění v hitparádách | Umístění v hitparádách | Umístění v hitparádách | Umístění v hitparádách | Umístění v hitparádách | Umístění v hitparádách | Umístění v hitparádách | Umístění v hitparádách | Umístění v hitparádách | Certifikace | Album              |
| Název                                                                                   | Rok  | CAN                    | AUS                    | BEL                    | DEN                    | FRA                    | IRE                    | JPN                    | NZ                     | UK                     | US                     | Certifikace | Album              |
| --------------------------------------------------------------------------------------- | ---- | ---------------------- | ---------------------- | ---------------------- | ---------------------- | ---------------------- | ---------------------- | ---------------------- | ---------------------- | ---------------------- | ---------------------- | --- | ------------------ |
| "Sunshine on My Shoulders"                                                              | 2008 | —                      | —                      | —                      | —                      | —                      | —                      | —                      | —                      | —                      | —                      | | Tug of War         |
| "Tug of War"                                                                            | 2008 | 36                     | —                      | —                      | —                      | —                      | —                      | —                      | —                      | —                      | —                      | - MC: Gold | Tug of War         |
| "Bucket"                                                                                | 2009 | 32                     | —                      | —                      | —                      | —                      | —                      | —                      | —                      | —                      | —                      | - MC: Gold | Tug of War         |
| "Sour Candy" (feat. Josh Ramsay)                                                        | 2009 | —                      | —                      | —                      | —                      | —                      | —                      | —                      | —                      | —                      | —                      | | Tug of War         |
| "Call Me Maybe"                                                                         | 2011 | 1                      | 1                      | 2                      | 1                      | 1                      | 1                      | 3                      | 1                      | 1                      | 1                      | - MC: Diamond - ARIA: 15× Platinum - BEA: Platinum - BPI: 5× Platinum - BVMI: 5× Gold - IFPI DEN: 4× Platinum - RIAA: Diamond - RIAJ: Million - RMNZ: 6× Platinum | Curiosity a Kiss   |
| "Curiosity"                                                                             | 2012 | 18                     | —                      | —                      | —                      | —                      | —                      | —                      | —                      | —                      | —                      | - MC: Gold | Curiosity          |
| "Good Time" (s Owl City)                                                                | 2012 | 1                      | 5                      | 6                      | 17                     | 4                      | 6                      | 2                      | 1                      | 5                      | 8                      | - ARIA: 4× Platinum - BEA: Gold - BPI: Platinum - BVMI: Gold - IFPI DEN: 2× Platinum - RIAA: 2× Platinum - RIAJ: 2× Platinum - RMNZ: 3× Platinum                  | Kiss               |
| "This Kiss"                                                                             | 2012 | 23                     | —                      | —                      | —                      | 152                    | 64                     | 65                     | 39                     | 166                    | 86                     | | Kiss               |
| "Tonight I'm Getting Over You" (sólo nebo feat. Nicki Minaj)                            | 2013 | 88                     | 38                     | —                      | 27                     | 82                     | 32                     | —                      | 40                     | 33                     | 90                     | - IFPI DEN: Gold | Kiss               |
| "Take a Picture"                                                                        | 2013 | —                      | —                      | —                      | —                      | —                      | —                      | —                      | —                      | —                      | —                      | | Singl bez alb      |
| "I Really Like You"                                                                     | 2015 | 14                     | 37                     | 43                     | 7                      | 39                     | 3                      | 4                      | 25                     | 3                      | 39                     | - MC: Gold - ARIA: Platinum - BPI: Platinum - BVMI: Gold - IFPI DEN: Platinum - RIAA: Platinum - RIAJ: 2× Platinum - RMNZ: Platinum                               | Emotion            |
| "Run Away with Me"                                                                      | 2015 | 83                     | 100                    | —                      | —                      | 164                    | 82                     | —                      | —                      | 58                     | —                      | - BPI: Silver | Emotion            |
| "Your Type"                                                                             | 2015 | —                      | —                      | —                      | —                      | —                      | —                      | —                      | —                      | —                      | —                      | | Emotion            |
| "Last Christmas"                                                                        | 2015 | —                      | —                      | 21                     | —                      | —                      | —                      | —                      | —                      | —                      | —                      | | Singly bez alb     |
| "It Takes Two" (s Mike Will Made It a Lil Yachty)                                       | 2017 | —                      | —                      | —                      | —                      | —                      | —                      | —                      | —                      | —                      | —                      | | Singly bez alb     |
| "Cut to the Feeling"                                                                    | 2017 | —                      | —                      | 61                     | —                      | —                      | —                      | 13                     | —                      | —                      | —                      | - BPI: Silver - RIAJ: Gold - RMNZ: Gold | Emotion: Side B+   |
| "Party for One"                                                                         | 2018 | 100                    | —                      | —                      | —                      | —                      | 98                     | 68                     | —                      | —                      | —                      | | Dedicated          |
| "Now That I Found You"                                                                  | 2019 | —                      | —                      | —                      | —                      | —                      | —                      | 44                     | —                      | —                      | —                      | | Dedicated          |
| "No Drug Like Me"                                                                       | 2019 | —                      | —                      | —                      | —                      | —                      | —                      | —                      | —                      | —                      | —                      | | Dedicated          |
| "Julien"                                                                                | 2019 | —                      | —                      | —                      | —                      | —                      | —                      | —                      | —                      | —                      | —                      | | Dedicated          |
| "Too Much"                                                                              | 2019 | —                      | —                      | —                      | —                      | —                      | —                      | —                      | —                      | —                      | —                      | | Dedicated          |
| "Want You in My Room"                                                                   | 2019 | —                      | —                      | —                      | —                      | —                      | —                      | —                      | —                      | —                      | —                      | | Dedicated          |
| "OMG" (s Gryffin)                                                                       | 2019 | —                      | —                      | —                      | —                      | —                      | —                      | —                      | —                      | —                      | —                      | | Gravity            |
| "Lalala (Remix)" (s Y2K, bbno$, a Enrique Iglesias)                                     | 2019 | —                      | —                      | —                      | —                      | —                      | —                      | —                      | —                      | —                      | —                      | | Singl bez alb      |
| "Let's Be Friends"                                                                      | 2020 | —                      | —                      | —                      | —                      | —                      | —                      | —                      | —                      | —                      | —                      | | Dedicated Side B   |
| "It's Not Christmas Till Somebody Cries"                                                | 2020 | —                      | —                      | —                      | —                      | —                      | —                      | —                      | —                      | —                      | —                      | | Singl bez alb      |
| "Western Wind"                                                                          | 2022 | —                      | —                      | —                      | —                      | —                      | —                      | —                      | —                      | —                      | —                      | | The Loneliest Time |
| "Move Me" (s Lewis OfMan)                                                               | 2022 | —                      | —                      | —                      | —                      | —                      | —                      | —                      | —                      | —                      | —                      | | Singl bez alb      |
| "Beach House"                                                                           | 2022 | —                      | —                      | —                      | —                      | —                      | —                      | —                      | —                      | —                      | —                      | | The Loneliest Time |
| "Talking to Yourself"                                                                   | 2022 | —                      | —                      | —                      | —                      | —                      | —                      | —                      | —                      | —                      | —                      | | The Loneliest Time |
| "The Loneliest Time" (feat. Rufus Wainwright)                                           | 2022 | —                      | —                      | —                      | —                      | —                      | —                      | —                      | —                      | —                      | —                      | | The Loneliest Time |
| "Shy Boy"                                                                               | 2023 | —                      | —                      | —                      | —                      | —                      | —                      | —                      | —                      | —                      | —                      | | The Loveliest Time |
| "Shadow (George Daniel Remix)"                                                          | 2023 | —                      | —                      | —                      | —                      | —                      | —                      | —                      | —                      | —                      | —                      | | The Loveliest Time |
| "—" značí, že se nahrávka neumístila v hitparádách nebo v tomto území ani nebyla vydána |      |                        |                        |                        |                        |                        |                        |                        |                        |                        |                        | |                    |

### Jako vedlejší umělkyně
| Název                                                               | Rok  | Album             |
| ------------------------------------------------------------------- | ---- | ----------------- |
| "Rest from the Streets" (A Friend in London feat. Carly Rae Jepsen) | 2013 | Unite             |
| "Super Natural" (Danny L Harle feat. Carly Rae Jepsen)              | 2016 | PC Music Volume 2 |
| "Ok on Your Own" (Mxmtoon feat. Carly Rae Jepsen)                   | 2020 | Dusk              |
| "Rare" (Bullion feat. Carly Rae Jepsen)                             | 2024 | Affection         |

### Promo singly
| Název                                                                                   | Rok  | Umístění v hitparádě | Album                            |
| Název                                                                                   | Rok  | JPN                  | Album                            |
| --------------------------------------------------------------------------------------- | ---- | -------------------- | -------------------------------- |
| "Both Sides Now"                                                                        | 2012 | —                    | Curiosity                        |
| "Almost Said It"                                                                        | 2012 | —                    | Kiss                             |
| "Picture"                                                                               | 2013 | —                    | Kiss                             |
| "Part of Your World"                                                                    | 2013 | —                    | The Little Mermaid Greatest Hits |
| "All That"                                                                              | 2015 | —                    | Emotion                          |
| "Boy Problems"                                                                          | 2015 | —                    | Emotion                          |
| "Emotion"                                                                               | 2015 | —                    | Emotion                          |
| "Warm Blood"                                                                            | 2015 | —                    | Emotion                          |
| "Making the Most of the Night"                                                          | 2015 | —                    | Emotion                          |
| "Everywhere You Look"                                                                   | 2016 | —                    | Singl bez alb                    |
| "First Time"                                                                            | 2016 | 71                   | Emotion Remixed +                |
| "The Sound" (Live)                                                                      | 2019 | —                    | Dedicated                        |
| "—" značí, že se nahrávka neumístila v hitparádách nebo v tomto území ani nebyla vydána |      |                      |                                  |

## Další umístěné písně
| "Mittens"                                                                               | 2010 | —  | 26 | —  | —  | —   | —  | —  | —  | —  | —  | A 604 Records Christmas                  |
| "Let It Snow"                                                                           | 2011 | —  | 17 | —  | —  | —   | —  | —  | —  | —  | —  | A 604 Records Christmas: The Second Noel |
| "Beautiful" (s Justin Bieber)                                                           | 2012 | 37 | —  | 48 | 37 | 184 | 87 | —  | 68 | 87 | —  | Kiss                                     |
| "This Love Isn't Crazy"                                                                 | 2020 | —  | —  | —  | —  | —   | —  | 39 | —  | —  | —  | Dedicated Side B                         |
| "Surrender My Heart"                                                                    | 2022 | —  | —  | —  | —  | —   | —  | 33 | —  | —  | —  | The Loneliest Time                       |
| "Kamikaze"                                                                              | 2023 | —  | —  | —  | —  | —   | —  | —  | —  | —  | 40 | The Loveliest Time                       |
| "Kollage"                                                                               | 2023 | —  | —  | —  | —  | —   | —  | 31 | —  | —  | —  | The Loveliest Time                       |
| "Psychedelic Switch"                                                                    | 2023 | —  | —  | —  | —  | —   | —  | —  | —  | —  | 29 | The Loveliest Time                       |
| "—" značí, že se nahrávka neumístila v hitparádách nebo v tomto území ani nebyla vydána |      |    |    |    |    |     |    |    |    |    |    |                                          |

## Spoluumělkyně
| Název                                         | Rok  | Další umělec       | Album                          |
| --------------------------------------------- | ---- | ------------------ | ------------------------------ |
| "Change for You"                              | 2009 | The Midway State   | Holes                          |
| "Mittens"                                     | 2010 |                    | A 604 Records Christmas        |
| "Let It Snow"                                 | 2011 |                    | 604 Records: The Second Noel   |
| "Where Did We Go?"                            | 2012 | Andrew Allen       | Píseň bez alb                  |
| "Rest from the Streets"                       | 2013 | A Friend in London | Unite                          |
| "Shadow"                                      | 2015 | Bleachers          | Terrible Thrills, Vol. 2       |
| "Love Me Like That"                           | 2016 | The Knocks         | 55                             |
| "Love Me Like That" (The Knocks 55.5 VIP Mix) | 2016 | The Knocks         | 55.5                           |
| "Better Than Me"                              | 2016 | Blood Orange       | Freetown Sound                 |
| "Runaways"                                    | 2017 |                    | Píseň bez alb z filmu Balerína |
| "Hate That You Know Me"                       | 2017 | Bleachers          | Gone Now                       |
| "Shadow"                                      | 2017 | Bleachers          | MTV Unplugged                  |
| "Hate That You Know Me" (s Lorde)             | 2017 | Bleachers          | MTV Unplugged                  |
| "Trouble in the Streets"                      | 2017 | BC Unidos          | Bicycle                        |
| "Backseat"                                    | 2017 | Charli XCX         | Pop 2                          |

## Videoklipy
| Název                                                  | Rok  | Režisér                                | Reference |
| ------------------------------------------------------ | ---- | -------------------------------------- | --------- |
| "Tug of War"                                           | 2009 | Ben Knetchtel                          | [ 72 ]    |
| "Bucket"                                               | 2009 | Ben Knetchtel                          | [ 73 ]    |
| "Sour Candy" (feat. Josh Ramsay)                       | 2009 | Ben Knetchtel                          | [ 74 ]    |
| "Call Me Maybe"                                        | 2012 | Ben Knetchtel                          | [ 75 ]    |
| "Curiosity" (nevydáno)                                 | 2012 | Colin Minihan                          | [ 76 ]    |
| "Good Time" (s Owl City)                               | 2012 | Declan Whitebloom                      | [ 77 ]    |
| "This Kiss"                                            | 2012 | Justin Francis                         | [ 78 ]    |
| "Tonight I'm Getting Over You"                         | 2013 | Nathalie Canguilhem                    | [ 79 ]    |
| "Part of Your World"                                   | 2013 | neznámý                                | [ 80 ]    |
| "I Really Like You"                                    | 2015 | Peter Glanz                            | [ 81 ]    |
| "Run Away With Me"                                     | 2015 | David Kalani Larkins                   | [ 82 ]    |
| "Your Type"                                            | 2015 | Gia Coppola, David Kalani Larkins      | [ 83 ]    |
| "Boy Problems"                                         | 2016 | Petra Collins                          | [ 84 ]    |
| "Super Natural" (Danny L Harle feat. Carly Rae Jepsen) | 2016 | Bradley Bell, Pablo Soler              | [ 85 ]    |
| "It Takes Two" (s Mike Will Made It a Lil Yachty)      | 2017 | Roman Coppola                          | [ 86 ]    |
| "Cut to the Feeling"                                   | 2017 | Gia Coppola                            | [ 87 ]    |
| "Party for One"                                        | 2018 | Bardia Zeinali                         | [ 88 ]    |
| "Now That I Found You"                                 | 2019 | Carlos Lopez Estrada, Nelson de Castro | [ 89 ]    |
| "Too Much"                                             | 2019 | Amy Davis, Matty Peacock               | [ 90 ]    |
| "Want You in My Room"                                  | 2019 | Andrew Donoho                          | [ 91 ]    |
| "OMG" (s Gryffin)                                      | 2019 | Ani Acopian                            | [ 92 ]    |
| "Me and the Boys in the Band"                          | 2020 | Jake Chamseddine                       | [ 93 ]    |
| It's Not Christmas Till Somebody Cries"                | 2020 | Josh Forbes                            | [ 94 ]    |
| "Western Wind"                                         | 2022 | Taylor Fauntleroy                      | [ 95 ]    |
| "Beach House"                                          | 2022 | Taylor Fauntleroy                      | [ 96 ]    |
| "The Loneliest Time" (feat. Rufus Wainwright)          | 2022 | Brantley Gutierrez                     | [ 97 ]    |
| "Surrender My Heart"                                   | 2022 | Brantley Gutierrez                     | [ 98 ]    |